# Lex Cornelia de edictis
Die lex Cornelia de edictis war ein Plebiszit aus dem Jahr 67 v. Chr. Es normierte die Bindungswirkung des Prätors an die in seinem Edikt festgehaltenen Grundsätze und Richtlinien. Hintergrund der Maßnahme war, dass der Gefahr von  Vetternwirtschaft begegnet werden sollte und auch sonstigem Machtmissbrauch in Amtseigenschaft.
Der Gesetzeserlass löste die Entwicklung eines Redaktionsbetriebes über die Edikte aus. Nicht das einzelne Gesetz inhaltlich, wohl aber das Format des Edikt, konnte fortan stabilisiert werden, sodass eine widerstandsfähige lex annua Sicherheit gewährte. Cicero, der das prätorische Recht noch dem ius civile zugeordnet hatte, dokumentierte in seinem Werk De legibus, dass das Gesetz über seine Zwecksetzung der Schaffung von Verbindlichkeit hinweg, den juristischen Zeitgenossen Anregungen zur Kreierung einer neuen Literaturform gegeben habe, die Ediktskommentare (libri ad edicta). Zwar war und blieb der Prätor frei in der Gestaltung seiner Rechtsregeln und behielt auch die Hoheit, über Anordnungen seiner Vorgänger nach seinen Vorstellungen zu verfahren, gleichwohl kristallisierte sich ein kontinuierlicher ediktaler Grundbestand heraus. Dieser blieb für die folgenden Generationen zumeist unangetastet und wurde für die eigene einjährige Amtszeit fortgeschrieben. Bezeichnet wurde er auch als „tralatizisches Edikt“.
Soweit also die lex den Prätor an seine deklarierten Maßnahmen band und damit den Rahmen für seine Handlungsoptionen vorgab, konnte er die darin vorhandenen Spielräume nach freiem Ermessen zur Entscheidungsfindung nutzen. In einzelnen Fällen war die Ermessensausübung per Edikt sogar angeordnet, beispielsweise um nach Ursachen zum Parteienstreit (causae cognitio) zu forschen. Die pflichtgemäße Ausübung seines Ermessens war auch dann notwendig, wenn es galt, ediktal verordnete Generalklauseln sinnvoll auszukleiden (beneficium praetoris).